# Calymperidium croceum
Calymperidium croceum là một loài rêu trong họ Calymperaceae. Loài này được Mitt. M. Fleisch. mô tả khoa học đầu tiên năm 1904.